# Pionosomus trichopterus
Pionosomus trichopterus är en insektsart som först beskrevs av Thomson 1870.  Pionosomus trichopterus ingår i släktet Pionosomus, och familjen fröskinnbaggar. Arten är reproducerande i Sverige.